# Alwien Tulner
Alwien Tulner, née le 19 mai 1970 à Pretoria, est une actrice sud-africano-néerlandaise.

## Filmographie

### Cinéma et téléfilms
- 1993 : Niemand de deur uit (nl) : Leonie Bronks
- 1995 : Voor hete vuren (nl) : Sascha
- 1999 : Ben zo terug (nl) : La mannequin
- 1999 : Le train de 18h10 : Anneke
- 1999 : Blauw blauw (nl) : Natasja
- 1999 : The Delivery (nl) : La prostituée
- 1999-2001 : Baantjer : Renée Goes
- 2001 : Doei : Evelien
- 2001-2002 : Rozengeur & Wodka Lime (nl) : Finette van Aspen
- 2002 : Ernstige delicten (nl) : Erik, l'ancienne camarade de classe
- 2002-2004 : Hartslag : Julie Schrickx
- 2004 : De dominee (nl) : Sylvia
- 2004 : Karin : Karin
- 2005 : Het glazen huis (nl) : Christel de Leeuw
- 2005 : Grijpstra & de Gier (nl) : Lilian
- 2005 : Mandarin Ducks : Paige
- 2005 : Gadjé : L'avocate
- 2005 : Onderweg naar Morgen : Estelle Roggeveen
- 2006 : Doodeind : Marie Mc Baine
- 2008 : Nefarious : Tonia
- 2008-2010 : Deadline (nl) : Heleen Woudstra
- 2009 : Het leven uit een dag (nl) : Lilianne